# Acacia ovata
Acacia ovata är en ärtväxtart som beskrevs av Carl von Linné. Acacia ovata ingår i släktet akacior, och familjen ärtväxter. Inga underarter finns listade i Catalogue of Life.